# Margaret Keane
Margaret D. H. Keane, geborene Peggy Doris Hawkins (* 15. September 1927 in Nashville, Tennessee; † 26. Juni 2022 in Napa, Kalifornien) war eine amerikanische Malerin, die für ihre Bilder von Frauen, Kindern und Tieren mit großen Augen bekannt war. In den 1960er Jahren wurde ihr Ehemann Walter Keane damit prominent, dass er vorgab, der Maler ihrer Bilder zu sein.

## Leben
Margaret Keane wurde in Tennessee geboren. In ihrer dortigen Kirchengemeinde war sie früh für ihre Skizzen von Engeln mit großen Augen und hängenden Flügeln bekannt.
1955 heiratete sie Walter Keane, der durch sein Verkaufstalent und seine Kontakte zu prominenten Personen in der Bay Area zur Popularität ihrer Gemälde beitrug. In den frühen 1960er Jahren verkaufte er ihre Arbeiten unter seinem eigenen Namen, indem er sie als seine eigenen ausgab. Die Gemälde melancholischer Kinder mit großen, runden Augen wurden extrem populär, auch wenn sie keine große Anerkennung in der Kunstwelt erfuhren. Nach eigenen Angaben wusste Margaret zunächst nicht, dass Walter die Bilder als eigene ausgab. Als sie es herausfand, habe sie der Fortsetzung der Täuschung nur zugestimmt, weil sie sich in der Ehe gefangen fühlte.
Am 1. November 1964 verließ sie ihn und zog von San Francisco nach Hawaii, wo sie den Sportjournalisten Dan McGuire traf. Sie wurde 1965 von Walter Keane geschieden und heiratete 1970 McGuire. In diesem Jahr gab sie in einer Radiosendung bekannt, die Bilder selbst gemalt zu haben, die bis dahin ihrem Mann zugeschrieben worden waren. Es folgten mehrere Interviews und Zeitungsberichte, in denen sowohl Margaret als auch Walter die Urheberschaft für die Gemälde beanspruchten. Während eines 1986 stattfindenden Verleumdungsprozesses wurden beide vom Richter aufgefordert, in der laufenden Verhandlung je ein Gemälde anzufertigen. Margaret erstellte in weniger als einer Stunde ein Gemälde mit den typischen Merkmalen ihrer Kunst. Walter berief sich auf eine Schulterverletzung, deretwegen er nicht malen könne. Nach einem dreiwöchigen Prozess sprach ihr die Jury vier Millionen US-Dollar Schadensersatz zu. Ein Bundesgericht bestätigte 1990 das Urteil wegen Verleumdung, hob jedoch den Zuspruch des Schadensersatzes auf. Walter Keane starb im Jahr 2000.
Um 2015 lebte Keane in Napa County, Kalifornien.

## Werke
Die Bilder Keanes, die sie im Schatten ihres Mannes schuf, stellen vor allem traurig blickende Kinder in dunkler Umgebung dar. Ein besonderes Merkmal sind ihre puppenartigen, überproportional vergrößerten Augen. Nachdem sie ihren Mann verlassen hatte und in Hawaii eine Zeugin Jehovas geworden war, wurde ihr Malstil heller. Keanes Webauftritt bewirbt heute die Darstellung mit „Tränen des Glücks und der Freude“.
Die Schauspielerinnen Joan Crawford und Natalie Wood ließen sich von Keane porträtieren. In den 1990er Jahren bestellte der amerikanische Regisseur und Produzent Tim Burton, der ein Sammler der Bilder Margaret Keanes ist, bei ihr ein Bild seiner damaligen Freundin Lisa Marie.

## Mediale Präsenz
In Woody Allens Komödie Der Schläfer aus dem Jahr 1973 wird Keane als eine der größten Künstlerinnen der amerikanischen Geschichte bezeichnet. Matthew Sweets Album In Reverse von 1999 stellt eines ihrer Ölbilder auf dem Albumcover dar. 2014 schließlich standen Keane und ihr früherer Ehemann Walter im Mittelpunkt des biografischen Films Big Eyes von Tim Burton, in dem Margaret von Amy Adams verkörpert wird.

## Ausstellungen
2000: Einzelausstellung im Laguna Art Museum in Laguna Beach (Kalifornien)